# Xiligou Hu
Xiligou Hu (kinesiska: 希里沟湖) är en sjö i Kina. Den ligger i provinsen Qinghai, i den nordvästra delen av landet, omkring 300 kilometer väster om provinshuvudstaden Xining. Xiligou Hu ligger 3 164 meter över havet. Trakten runt Xiligou Hu består i huvudsak av gräsmarker.
Genomsnittlig årsnederbörd är 240 millimeter. Den regnigaste månaden är juli, med i genomsnitt 61 mm nederbörd, och den torraste är januari, med 2 mm nederbörd.